# Harley Race
Harley Leland Race (Quitman, Misuri, 11 de abril de 1943-1 de agosto de 2019) fue un luchador profesional, promotor y entrenador estadounidense. Durante su carrera como luchador, fue ocho veces campeón mundial peso pesado de la NWA (reinados en una época en que los luchadores rara vez se repetían como campeones). Trabajó para todas las promociones de lucha libre más importantes, incluyendo la NWA, la American Wrestling Association (AWA), la World Wrestling Federation (WWF) y la World Championship Wrestling (WCW). Fue el primer campeón peso pesado de los Estados Unidos de la NWA. Fue uno de los seis hombres incluidos en el Salón de la Fama de la WWE, el Salón de la Fama de la WCW, el Salón de la Fama de la Professional Wrestling y el Salón de la Fama de la Wrestling Observer Newsletter.

## Primeros años
Race fue un aficionado infantil de la lucha profesional, obteniendo programas cerca de Chicago, territorio de DuMont Televisión Network. Después de vencer a la poliomielitis siendo niño, inició su entrenamiento como un luchador profesional siendo adolescente bajo la dirección de los excampeones mundiales Stanislaus y Wladek Zbyszko quienes tenían una granja en su natal Misuri. Mientras estaba en la secundaria, un altercado con un compañero de la clase durante una carrera en rodillas que terminó en una pelea. Enojado, Race lo atacó resultando en la expulsión de la escuela. Con 1.85 m de estatura y 102 kg de peso, decidió dejar la escuela y se inclinó por ser luchador profesional. Race fue conductor de Happy Humphrey quién también había sido conductor en ese tiempo.

## Muerte
Por medio de su cuenta de Twitter, se anunció que el luchador falleció en las primeras horas del 1 de agosto de 2019, tras no lograr superar un cáncer de pulmón.

## Campeonatos y logros
- All Japan Pro Wrestling

- NWA United National Championship (1 vez)
- NWA World Heavyweight Championship (7 veces)
- PWF World Heavyweight Championship (1 vez)

- All Star Pro-Wrestling (New Zealand)

- NWA World Heavyweight Championship (1 vez)

- American Wrestling Association

- AWA World Tag Team Championship (3 veces) — con Larry Hennig (reemplazado por Chris Markoff en su último reinado)

- Cauliflower Alley Club

- Iron Mike Mazurki Award (2006)

- Central States Wrestling

- NWA Central States Heavyweight Championship (9 veces)
- NWA North American Tag Team Championship (Central States Version) (2 veces) — con Baron von Raschke (1 vez) y Roger Kirby (1 vez)
- NWA World Heavyweight Championship (1 vez)

- Championship Wrestling from Florida

- NWA Florida Tag Team Championship (3 veces) — con Roger Kirby (2 veces), y Bob Roop (1 vez)
- NWA Southern Heavyweight Championship (Florida version) (1 vez)
- NWA United States Heavyweight Championship (Mid-Atlantic version) (1 vez)
- NWA World Heavyweight Championship (1 vez)

- NWA Mid-America

- NWA Mid-America Heavyweight Championship (1 vez)

- Eastern Sports Association

- IW North American Heavyweight Championship (1 vez)

- Georgia Championship Wrestling

- NWA Georgia Heavyweight Championship (1 vez)
- NWA Macon Tag Team Championship (1 vez) — con Buddy Colt
- NWA World Heavyweight Championship (1 vez)

- Maple Leaf Wrestling

- NWA World Heavyweight Championship (1 vez)

- Missouri Sports Hall of Fame

- Clase del 2013

- National Wrestling Alliance

- NWA Hall of Fame (2005)

- NWA Hollywood

- Los Angeles Battle Royal (1969)

- Pro Wrestling Illustrated

- Combate del año (1973), vs. Dory Funk Jr. (24 de mayo)
- Combate del año (1979), vs. Dusty Rhodes (21 de agosto)
- Combate del año (1983), vs. Ric Flair (10 de junio)
- Stanley Weston Award (2006)
- Luchador del año (1979, 1983)
- Puesto número 8 en el ranking de Los 500 mejores luchadores individuales del PWI Years de 2003.

- Professional Wrestling Hall of Fame and Museum

- 2004 (Individualmente)
- 2017 (como parte de un equipo conformado con Larry The Axe Hennig)

- St. Louis Wrestling Club

- NWA Missouri Heavyweight Championship (7 veces)
- NWA World Heavyweight Championship (1 vez)

- Stampede Wrestling

- Stampede North American Heavyweight Championship (1 vez)
- Stampede Wrestling Hall of Fame

- St. Louis Wrestling Hall of Fame

- Clase del 2007

- Tokyo Sports

- Combate del año (1978), vs. Jumbo Suruta (20 de enero)

- World Championship Wrestling (Australia)

- IWA World Tag Team Championship (1 vez), con Larry Hennig

- World Championship Wrestling

- WCW Hall of Fame (1994)

- World Wrestling Association

- WWA World Heavyweight Championship (1 vez)

- World Wrestling Council

- WWC Caribbean Heavyweight Championship (1 vez)

- World Wrestling Federation/World Wrestling Entertainment

- King of the Ring (1986)
- Sam Muchnick Memorial Tournament (1986) en St. Louis, MO el 29 de agosto.
- Slammy Award for Best Ring Apparel (1987)
- WWE Hall of Fame (2004)

- Wrestling Observer Newsletter
  - Combate del año (1983), vs. Ric Flair en Starrcade
  - Luchador del año (1980, 1981)
  - Wrestling Observer Newsletter Hall of Fame (Clase de 1996)

- Pro Wrestling Illustrated
  - Luchador del año (1979)[8]
  - Luchador del año (1983)[9]